# Selim Benachour
Selim Benachour (arab. سليم بن عاشور, ur. 8 października 1981 w Paryżu jako Slim Ben-Achour) – tunezyjski piłkarz grający na pozycji ofensywnego pomocnika, trener. Posiada także francuskie obywatelstwo.

## Kariera zawodnicza

### Kariera klubowa
Urodził się w Paryżu w rodzinie tunezyjskich emigrantów. Piłkarską karierę rozpoczynał w zespole Paris Saint-Germain, a do pierwszej drużyny trafił już w 1999 roku. W sezonie 2000/2001 rozegrał swój pierwszy mecz w PSG w Pucharze UEFA, ale w Ligue 1 zadebiutował jednak dopiero w kolejnym sezonie, 28 lipca 2001 w zremisowanym 0:0 meczu z Lille OSC. Nie zyskał jednak miejsca w podstawowej jedenastce PSG i niedługo potem został wypożyczony do końca sezonu do drugoligowego FC Martigues, gdzie grał w wyjściowym składzie. W 2002 roku wrócił do PSG, w którym spędził rundę jesienną, a na wiosnę został wypożyczony do Troyes AC, ale zajął z tym zespołem ostatnie miejsce i spadł do Ligue 2. W 2004 roku z PSG wywalczył Puchar Francji, ale także w następnym sezonie był tylko rezerwowym paryskiej drużyny.
Latem 2005 przeszedł do portugalskiej Vitórii Guimarães. Grał tam w wyjściowej jedenastce i wystąpił w Pucharze UEFA (m.in. w dwumeczu z Wisłą Kraków), ale spadł z drużyną do drugiej ligi. Latem 2006 po sezonie Tunezyjczyk odszedł do rosyjskiego Rubina Kazań, w którym stał się zawodnikiem pierwszego składu. Na koniec sezonu zajął z Rubinem 5. pozycję w lidze. W trakcie sezonu 2007 Selim odszedł do kuwejckiego Al Qadsia. Następnie grał w Máladze, CS Marítimo i APOEL FC. W 2015 przeszedł do Mumbai City. Następnie był graczem FC Martigues. W 2017 roku zakończył karierę.
| Sezon   | Klub                | Kraj       | Rozgrywki                 | Mecze | Bramki |
| ------- | ------------------- | ---------- | ------------------------- | ----- | ------ |
| 1999/00 | Paris Saint-Germain | Francja    | Ligue 1                   | 0     | 0      |
| 2000/01 | Paris Saint-Germain | Francja    | Ligue 1                   | 0     | 0      |
| 2001/02 | Paris Saint-Germain | Francja    | Ligue 1                   | 1     | 0      |
| 2001/02 | FC Martigues        | Francja    | Ligue 2                   | 28    | 1      |
| 2002/03 | Paris Saint-Germain | Francja    | Ligue 1                   | 9     | 0      |
| 2002/03 | Troyes AC           | Francja    | Ligue 1                   | 9     | 2      |
| 2003/04 | Paris Saint-Germain | Francja    | Ligue 1                   | 9     | 0      |
| 2004/05 | Paris Saint-Germain | Francja    | Ligue 1                   | 9     | 1      |
| 2005/06 | Vitória SC          | Portugalia | Primeira Liga             | 25    | 4      |
| 2006    | Rubin Kazań         | Rosja      | Priemjer-Liga             | 13    | 3      |
| 2007    | Rubin Kazań         | Rosja      | Priemjer-Liga             | 10    | 0      |
| 2007/08 | Al Qadsia           | Kuwejt     | Premier League            | ?     | 2      |
| 2008/09 | Al Qadsia           | Kuwejt     | Premier League            | ?     | 1      |
| 2009/10 | Málaga CF           | Hiszpania  | Primera División          | 23    | 0      |
| 2010/11 | CS Marítimo         | Portugalia | Primeira Liga             | 11    | 2      |
| 2011/12 | CS Marítimo         | Portugalia | Primeira Liga             | 22    | 3      |
| 2012/13 | APOEL FC            | Cypr       | Protathlima A’ Kategorias | 19    | 2      |
| 2013/14 | APOEL FC            | Cypr       | Protathlima A’ Kategorias | 19    | 1      |
| 2015    | Mumbai City         | Indie      | Indian Super League       | 11    | 1      |
| 2016/17 | FC Martigues        | Francja    | CFA                       | 15    | 2      |

### Kariera reprezentacyjna
W reprezentacji Tunezji zadebiutował 11 stycznia 2002 w przegranym 0:1 meczu z Kamerunem. Był tam podstawowym zawodnikiem kadry i zagrał we wszystkich 3 meczach: przegranym 0:2 z Rosją, zremisowanym 1:1 z Belgią oraz przegranym 0:2 z Japonią. Z Tunezją zajął ostatnie miejsce w grupie na tym turnieju.
W 2004 roku wystąpił z Tunezją w PNA 2004. Był tam podstawowym zawodnikiem drużyny i wystąpił także w wygranym 2:1 finale z Marokiem, dzięki czemu z rodakami został mistrzem kontynentu. Benachour wystąpił także w PNA 2006, ale zagrał tam jedynie w dwóch meczach zdobywając gola w grupowym meczu z RPA (2:0) i odpadając z Tunezją w ćwierćfinale. Nie pojechał jednak na odbywające się w tym samym roku MŚ w Niemczech.

## Kariera trenerska
Od lipca do sierpnia 2020 był trenerem Olimpii Grudziądz.